# Parlamentswahl in der Republik Moldau 1994
Die Parlamentswahl in der Republik Moldau 1994 fand am Sonntag, dem 27. Februar 1994 statt. Es war die erste Parlamentswahl im seit 1991 unabhängigen Moldau.

## Wahlsystem
Es wurden 104 Sitze im moldauischen Parlament für eine Legislaturperiode von vier Jahren bestimmt. Für die zugelassenen Parteien galt eine Vier-Prozent-Sperrklausel. Gewählt wurde nach dem Verhältniswahlrecht.

## Wahlergebnis
Wahlsieger wurde die Agrardemokratische Partei Moldaus (PDAM). Sie holte 43,18 Prozent der Stimmen und erhielt dadurch 56 Sitze im Parlament. Auf dem zweiten Platz landete mit 22 Prozent der Wahlblock "Sozialistische Partei und Einheitliche Bewegung" (BePSMUE). Drittstärkste Kraft wurde der Wahlblock "Block der Bauern und Intellektuellen" (BŢI) mit 9,21 Prozent.
| Partei             | Partei                                                                 | Stimmen   | Stimmen | Sitze |
| Partei             | Partei                                                                 | Anzahl    | %       | Sitze |
| ------------------ | ---------------------------------------------------------------------- | --------- | ------- | ----- |
|                    | Agrardemokratische Partei Moldaus (PDAM)                               | 766.589   | 43,18   | 56    |
|                    | Wahlblock "Sozialistische Partei und Einheitliche Bewegung" (BePSMUE)  | 390.584   | 22,00   | 28    |
|                    | Wahlblock "Block der Bauern und Intellektuellen" (BŢI)                 | 163.513   | 9,21    | 11    |
|                    | Wahlblock "Christlich-Demokratische Volksfront" (BeAFPCD)              | 133.606   | 7,53    | 9     |
|                    | Wahlblock "Sozialiademokratischer Block" (BSD)                         | 65.028    | 3,66    | —     |
|                    | Frauenbund Moldaus (AFM)                                               | 50.243    | 2,83    | —     |
|                    | Demokratische Arbeitspartei Moldaus (PDMM)                             | 49.210    | 2,77    | —     |
|                    | Reformpartei (PR)                                                      | 41.980    | 2,36    | —     |
|                    | Demokratische Partei Moldaus (PDM)                                     | 23.368    | 1,32    | —     |
|                    | Vereinigung der Opfer des totalitären kommunistischen Regimes (AVRTCM) | 16.672    | 0,94    | —     |
|                    | Republikanische Partei Moldaus (PRM)                                   | 16.529    | 0,93    | —     |
|                    | Ökologische Partei „Grüne Allianz“ Moldaus (PEMAVE)                    | 7.025     | 0,40    | —     |
|                    | National-Christliche Partei Moldaus (PNCM)                             | 5.878     | 0,33    | —     |
|                    | Unabhängige Kandidaten                                                 | 45.152    | 2,54    | —     |
|                    | Gesamt                                                                 | 1.775.377 | 100,00  | 104   |
| Wahlberechtigte    | Wahlberechtigte                                                        | 2.509.368 |         |       |
| Wahlbeteiligung    | Wahlbeteiligung                                                        | 79,31 %   |         |       |
| Abgegebene Stimmen | Abgegebene Stimmen                                                     | 1.868.493 |         |       |
| Ungültige Stimmen  | Ungültige Stimmen                                                      | 93.116    |         |       |
| Quelle:            |                                                                        |           |         |       |